# Хосе Луис Хил
Хосе Луис Хил (на испански: José Luis Gil) е испански актьор. Повече е познат на зрителите като озвучаващ, едни най-известните му роли са тези на Хуан Куеста в сериала „Щурите съседи“ и Енрике Пастор в сериала „Новите съседи“.

## Филми
- Fuga de cerebros (2009)
- En la ciudad sin límites (2002)
- Lisboa (1999)
- Teresa y Vanessa (1996)
- Todo es mentira (1994)
- Cómo levantar 1000 kilos (1991)
- Con el culo al aire (1980)